# Szuly Angéla
Szuly Angéla (Budapest, 1893. szeptember 6. – Budapest, 1976. július 4.) magyar festőművésznő.

## Élete
Tanulmányait a Budapesti Képzőművészeti Főiskolán végezte festészeti és rajztanár szakon 1924-ben, mestere Réti István volt. 1922–24 között a Pécsi Művésztelepen Csók István irányítása mellett tevékenykedett, 1925-ben a Nagybányai szabadiskola növendéke. Megfordult a Miskolci Művésztelepen is, annak növendékeként részt vehetett az Ernst Múzeum csoportos kiállításán 1923-ban, egyik képéért megkapta a Helikon-díjat. 1928-ban alapítója a Miskolci Művészek Társaságának. Ugyanebben az évben Németországba (Drezda, München), 1934-ben Olaszországba (Firenze, Velence), 1937-ben Párizsba ment tanulmányútra, itthon 1930-tól Szentendrén festett. Már 1920-tól szerepelt a Nemzeti Szalon kiállításain, első önálló kiállítását is itt rendezte 1927-ben. 1931-től a Magyar Képzőművésznők Egyesülete rendes tagja, ugyanebben az évben tizenkét társával együtt megalapította a Magyar Képzőművésznők Egyesülete Új Csoportját. 1931 októberében mutatkoztak be a Nemzeti Szalonban, akkor még csak nyolcan, innen kapták az „Új Nyolcak” elnevezést. A további években több közös kiállításon vett rész a csoporttal. Nem csak hazai, de külföldi kiállításokon is részt vett, Amszterdamban (1928), Varsóban (1934), Párizsban (1937) és Londonban (1938). 1962-ben az Ernst Múzeumban volt gyűjteményes kiállítása, utolsó aktív éveiben rajzot tanított a Batthyány Lajos Általános Iskolában. Művei a szentendrei Ferenczy Múzeumban és a Magyar Nemzeti Galériában találhatók.

## Művészete
Művészetét elsősorban Nagybánya és Szentendre, az impresszionizmus, a neoimpresszionizmus és a fauvizmus, Cézanne és Matisse munkássága ihlették. Erőteljes megfogalmazású, távolról a Nyolcak és az Aktivisták formanyelvét idéző, korai szentendrei műveit később a posztimpresszionista vonulatot képviselő, mélyzöld tónusú, plein air tájképei és figurális kompozíciói kísérik.

## Kiállításai (válogatás)
- Nemzeti Szalon (1920, csoportos)
- Műcsarnok (1924, csoportos)
- Ernst Múzeum (1924, csoportos)
- Nemzeti Szalon  (1927, önálló)
- Zenepalota, Miskolc (1928, csoportos)
- Magyar Akvarell- és Pasztellfestők Egyesülete 16. kiállítása (1930, csoportos)
- Nemzeti Szalon (Új Nyolcak, 1931, csoportos)
- Magyar Képzőművésznők jubiláris kiállítása (1938, csoportos)
- Hölgyválasz, Szombathelyi Képtár (1998, csoportos, posztumusz)
- Hölgyek palettával, Magyar Nemzeti Múzeum (2008, csoportos, posztumusz)

## Díjai (válogatás)
- Szinyei Társaság ifjúsági díja (1922)
- Pécs város díja (1923)
- Helikon-díj (1923)

## Társasági tagságai
- Magyar Képzőművésznők Egyesülete
- Magyar Akvarell- és Pasztellfestők Egyesülete

## Művei (válogatás)
- Dombos Táj (olaj, vászon, 90 × 67 cm, Ferenczy Múzeum, Szentendre)
- Szentendre (1934, olaj, vászon, 95 × 75 cm, Ferenczy Múzeum, Szentendre)
- Női akt (Olaj, vászon, Magyar Nemzeti Galéria, Budapest)